# Lignoboost
LignoBoost är en processteknik som utvinner högkvalitativt lignin ur svartlut, en biprodukt från trä vid framställning av sufatmassa. Processen ger möjligheter till en kapacitetsökning vid ett massabruk till en lägre kostnad än utbyggnad av en ”trång” sodapanna, samtidigt som ligninet ger värdefulla intäkter. Om 25% av ligninet i svartluten tas bort ökar kapaciteten i sodapannan och möjliggör en ökning av massaproduktionen med 20-25%. Ligninet kan användas som biobränsle för att ersätta kol och olja. Det är också av intresse som råvara för plast, fibrer kol och kemikalier.
LignoBoost-processen bygger i grunden på ett forskningssamarbete mellan Innventia och Chalmers som startade 1996. Forskningsarbete med processen samt användningen av ligninet som biobränsle har drivits under flera år av Innventia med stöd av främst Energimyndigheten, Södra Cell, Stora Enso, Metso, Nordic Paper och Fortum Värme. Det internationella teknikföretaget Metso köpte LignoBoost-tekniken i sin helhet i ett avtal med Innventia i maj 2008. I juli 2010 beviljade Energimyndigheten stöd till en demonstrationsanläggning vid Södra Cells massabruk i Mörrum. Stödet har godkänts av EU-kommissionen.
2013 flyttades Metsos verksamhet inom processteknik för pappersmassaproduktion till bolaget Valmet, som är noterat på Helsingforsbörsen. Idag (2022) är två större kommersiella anläggningar byggda, en i USA och en i Finland.. Dessutom finns det mindre anläggningar i bland annat Sydamerika (Klabin) och Sverige (RISE LignoCity, bredvid Nordic Paper Bäckhammar).